# MioSoty
MioSoty é uma cantora, dançarina, compositora, atriz, coreógrafa, personalidade de televisão, produtora e modelo latino-americana. Sua carreira começou na adolescência, cantando merengue por quase dois anos com o popular cantor dominicano Wilfrido Vargas e cinco anos com a The New York Band. Ela se ramificou como cantora solo de salsa em 1997, durante o ressurgimento do gênero e outras formas de música latina. Embora seja membro da geração mais jovem de artistas da música latina, ela é mais conhecida por seu estilo clássico de cantar.

## Contexto
MioSoty nasceu no Brooklyn, Nova York, de pais de origem dominicana e porto-riquenha. Ela cresceu ouvindo merengue e salsa, e seus pais a levaram e a seus irmãos a inúmeros festivais de música por toda Nova York. Entre os primeiros festivais de música latina, lembrou-se de ter participado quando criança, com Wilfrido Vargas. Seu pai costumava acordar o resto da família nas manhãs de sábado tocando uma canção de merengue e tocando junto (com trompete, maracas, güiro ou tambora).
Sua família reconheceu seus talentos precoces e arranjou para ela iniciar aulas formais de piano, vocal e flamenco aos cinco anos. Seu treinamento musical diversificado, porém sólido e completo, continuou na faculdade, incluindo ópera, teatro musical, gospel e R&B. Seus treinadores vocais incluem o cantor/compositor/compositor/ator da Broadway Jimmy Justice, a soprano lírica dominicana Ivonne Haza, o tenor dramático dominicano Rafael Sanchez Cestero e o pianista/vocalista de jazz Reggie Segars. Seus instrutores de atuação incluíam Susan Rybin e Harry Gahynor.
Em 1989, ela assinou contrato com a RMM Records do produtor Ralph Mercado com a The New York Band . O Mercado apresentou jovens ouvintes a novos artistas de salsa, como Marc Anthony e La India. Cinco anos antes, a salsa era considerada um gênero morto, mas estava experimentando não apenas ressurgimento, mas uma explosão de interesse, entre ouvintes latinos e brancos.
Quando adolescente, MioSoty dominou uma ampla variedade de gêneros musicais latinos, tocando cumbia, Tex-Mex, rancheras, salsa e merengue, além de pop, soul, dança e R&B, cantados em espanhol e inglês. Começou a cantar profissionalmente aos treze anos e se apresentou com a estrela do merengue Wilfrido Vargas por dois anos. Quando seus pais retornaram a Santo Domingo, na República Dominicana, ela trabalhou com o Altamira Banda Show, conforme orientação de Vargas, antes de retornar a Nova York para continuar seus estudos. Ela passou cinco anos gravando e fazendo turnês com a The New York Band, um conhecido quarteto de salsa/merengue, também apresentando Cherito Jiménez, Alexandra e Johnny. (Alexandra foi substituída por Maggie em 1992. Maggie foi substituída por Yudith em 1994 e a substituição de Johnny foi Tony em 1991).

## Carreira de gravação
MioSoty estreou ao vivo como artista solo em 26 de fevereiro de 1995 com sua banda de R&B de cinco peças no clube Honeysuckle West, em Nova York. Ela começou a gravar e produzir seu primeiro álbum solo, Hazme Soñar (Me faça sonhar), enquanto ainda era estudante de graduação no Queens College da City University de Nova York (CUNY). O eclético álbum de estréia, lançado na Convenção de Rádio e Música em Los Angeles, Califórnia, em agosto de 1995, apresentava músicas originais Tex-Mex e baladas pop.
Em agosto de 1995, Abraham Quintanilla, pai da estrela de Tejano assassinada Selena, convidou MioSoty para visitar o estúdio de gravação em Corpus Christi, Texas, onde Selena havia gravado a maioria de suas músicas. Durante a visita emocional, eles se lembraram de Selena e sua música, e MioSoty teve a chance de cantar para Quintanilla com as faixas de Selena.
Após sua graduação na faculdade com honras e um diploma de bacharel em Comunicação, Artes e Mídia, ela começou a gravar e produzir (junto com o produtor George Mena) seu segundo álbum solo, Nace una Estrella, em 1996, pela gravadora de Lynn Hidalgo. O álbum continha versões bilíngües da capa de "What kind of fool", de Barbra Streisand, e de Bachata Rosa, do compositor dominicano Juan Luis Guerra. Seu single de salsa “Señora”, uma música sobre saber que o amante é casado, se tornou um sucesso instantâneo, alcançando o status de disco de ouro, levando as vendas de Nace una Estrella para mais de 50.000 unidades após o lançamento. O vídeo também foi tremendamente popular, e MioSoty rapidamente alcançou o status de celebridade. Ela foi convidada a realizar um concerto privado para o FBI em Nova York.
Ela também foi convidada a cantar back-up nos vocais do álbum merengue romântico de José Octavio, Confundido, em 1999.
Em junho de 1997, MioSoty se tornou a primeira artista latina a cantar o hino nacional no Yankee Stadium, em Nova York. Ela foi convidada a cantar em homenagem ao defensor da direita porto-riquenha de Pittsburgh Pirate e humanitário Roberto Clemente.
A popularidade de MioSoty permitiu-lhe fazer turnês extensivas, apresentando-se na América Latina, Canadá, EUA, Caribe, América do Sul, Europa e Japão. Devido à sua formação em teatro e dança, ela foi capaz de apresentar performances ao vivo coloridas, emocionantes e bem criadas. Ela já tocou em grandes espaços, como o Madison Square Garden, em Nova York, o La Plaza de Toro, na Espanha, e o Feria de Cali, na Colômbia. Ela gravou o jingle comercial promovendo o Santo Domingo Action Park em Santo Domingo, República Dominicana, no final de 1997 e realizou o primeiro concerto realizado na noite de abertura do novo local, em dezembro.
Em 1998, MioSoty ganhou seu primeiro Prêmio ACE da Associação de Críticos de Entretenimento Latinos de Melhor Cantora na categoria Música Tropical por “Señora”. A Goya Foods a escolheu para realizar uma série de concertos para os festivais do Hispanic Heritage Month. As empresas cinematográficas europeias Ciby 2000 e Milan / BMG a recrutaram para gravar "Amame" e "Amor es Eso" como músicas-tema do filme francês La Femme du Cosmonaut (a esposa do astronauta). MioSoty filmou o videoclipe de “Amame” em Paris, França e fez uma turnê promocional pela França e Espanha para a estréia do filme.
O terceiro álbum de MioSoty, Ardiente, foi lançado em 2003 e recebeu um prêmio Latin Globe de Melhor Álbum Feminino de Salsa.
MioSoty tocou no concerto de 23 de julho de 2001 em comemoração ao encerramento da famosa boate de Copacabana na cidade de Nova York, aparecendo com Elvis Crespo, Fernando Villalona e Mili Quezada, entre outros. O concerto foi gravado e mais tarde lançado em CD como 60 años de história. No mês seguinte, ela se tornou a última artista a se apresentar no World Trade Center em Manhattan, aparecendo no último concerto anual do Latin Summer Fest realizado na praça entre as Torres Gêmeas. Um ano após os ataques de 11 de setembro ao World Trade Center, MioSoty cantou o hino nacional ao vivo na estação de rádio latina 105.9 FM para comemorar as vítimas.
O single de salsa de MioSoty, "Por Temor", foi lançado em 2002 e rapidamente subiu nas paradas latinas e de dança. Ela deu várias entrevistas na televisão e no rádio antes de iniciar uma turnê em abril. Ela tocou em clubes e festivais (Calle Ocho em Miami, Flórida) em Nova York e Flórida, e foi coroada rainha do CAC Kiwanis Flamingo Fest em Miami. O dia 21 de abril de 2002 foi proclamado Dia da MioSoty pelo prefeito e pelo povo de Hialeah, na Flórida.
Durante 2003, MioSoty dedicou a maior parte de seu tempo a estar com sua família. Em fevereiro de 2004, ela foi gravemente ferida em um acidente de carro em Queens, Nova York, envolvendo um motorista bêbado. Ela foi hospitalizada com ferimentos graves e foi submetida a fisioterapia extensa por quase seis meses. Depois de um curso intensivo de terapia e de folga para descansar e curar, MioSoty conseguiu recuperar a mobilidade suficiente para planejar um retorno ao palco.
Enquanto ainda lida com a dor crônica de seus ferimentos, MioSoty voltou ao trabalho em 2005. Ela colocou a salsa em espera para se concentrar no jazz, quando foi convidada para se apresentar com o bicampeão vencedor do Grammy e o músico de jazz latino Horacio "El Negro" Hernandez e o flautista vencedor do Grammy, Dave Valentin. Ela e Valentin apareceram no palco do Blue Note em Tóquio, Japão, como convidados especiais de El Negro e Robby Band. Ela então embarcou em uma turnê mundial de oito meses com El Negro e Valentin.
Ela planejava começar a produzir um novo álbum após a turnê de jazz, mas descobriu que estava grávida. Seu filho Brandon Alexander (destaque no programa infantil de televisão The ChiquiMundo Show) nasceu em 2006 e ela optou por tirar uma folga de sua carreira musical para cuidar dele e produzir ChiquiMundo. Ela voltou a escrever e produzir música em 2008 e começou um novo álbum em 2009. Como o destino queria, MioSoty está atualmente em turnê com a The New York Band, pois esse lendário grupo de merengue se tornou ativo novamente em maio de 2016.

## Personalidade da televisão
MioSoty deu várias entrevistas promocionais em canais locais e nacionais em espanhol, como Telemundo, LTV/QPTV e Univision, e tornou-se popular e familiar aos telespectadores. Não foi surpresa quando a LTV contratou a MioSoty para co-sediar o popular programa de variedades Viva el Pueblo em 2004. Ela também desenvolveu e apresentou o programa de variedades educacionais infantis The ChiquiMundo Show para LTV/QPTV, que estreou naquele verão. O ChiquiMundo foi relançado em 2009, desta vez com o filho e sobrinho de MioSoty.
Em 2005, ela organizou a competição de talentos Hispanic Youth Showcase, Road to Stardom, para a estação de televisão pública NJN de Nova Jersey.

## Influências estilísticas
MioSoty cresceu ouvindo uma variedade de gêneros de música latina e mundial em Nova York e misturou merengue, pop e salsa em suas primeiras gravações. Suas influências na música latina foram Gloria Estefan, Celia Cruz, Wilfrido Vargas e Mili Quezada. Seus artistas favoritos no mercado mainstream dos EUA/inglês incluem Whitney Houston, Aretha Franklin, Michael Jackson e Janet Jackson. Ela disse em 2010:

"O primeiro CD que me lembro de ter comprado foi o controle de Janet Jackson . Eu até aprenderia todos os passos de dança dos vídeos dela. Lembro-me particularmente de aprender os passos para 'Prazer Principal e até recriar a faixa musical de 'When I Think of You' no meu primeiro teclado eletrônico. Eu amei a linha de baixo nessa música".
O primeiro show que ela assistiu foi a performance de Janet Jackson no Madison Square Garden em sua turnê Rhythm Nation.

## Trabalho humanitário
MioSoty se envolveu com instituições de caridade para crianças em 1999, tanto como voluntário quanto como angariador de fundos. Ao crescer na cidade de Nova York, ela viu em primeira mão como as crianças de baixa renda negligenciadas e abusadas frequentemente ficavam sem assistência ou advocacia proativas. Ela realizou shows beneficentes na Queens Lighthouse School para crianças cegas e na Marble Hill Nursery School, no Bronx, Nova York. Nos anos 1990 e 2000, ela se juntou a outros artistas latinos conhecidos em concertos beneficentes para arrecadar fundos para a Fundação Sergio Vargas e ajudar crianças de todo o mundo. Após o sucesso do programa de televisão de seus filhos, The ChiquiMundo Show, MioSoty iniciou uma instituição de caridade infantil sem fins lucrativos, a Fundação ChiquiMundo, da qual ela é presidente. A fundação realiza eventos de angariação de fundos, como passeios de casaco de inverno e passeios de brinquedos de férias para crianças de famílias pobres.

## Discografia
- Hazme Soñar, 1995. Lançado pela RCA Records 1999.
- Nace Una Estrella (Lynn Hidalgo), 1997. Lançado por Romantico em 1999.
- Vários artistas, compilação Sexy Latin Beats, incluem "Nada Sin Ti", de MioSoty, e "Cerca de Ti" (Radikal), 1999.
- "Amame", música, 1999
- Trilha sonora de La Femme du Cosmonaute, 1999
- Ardiente (Mas Music), 2000
- Vários artistas, compilação Tropical Party Mix, inclui "Sabras", de MioSoty (Rumba Jams), 2000
- Vários artistas, 60 Años de História Grabado em Copacabana (Sony Music Distribution), 2001
- Vários artistas, compilação Salsa Flava, inclui "Arránca" da Miosoty (BMG Special Products), 2002
- Vários artistas, compilação Tropical Latin Flava, inclui "Soltera y Libre", de MioSoty (BMG Special Products), 2002
- “Por Temor”, música, 2003